# Stora Drammen

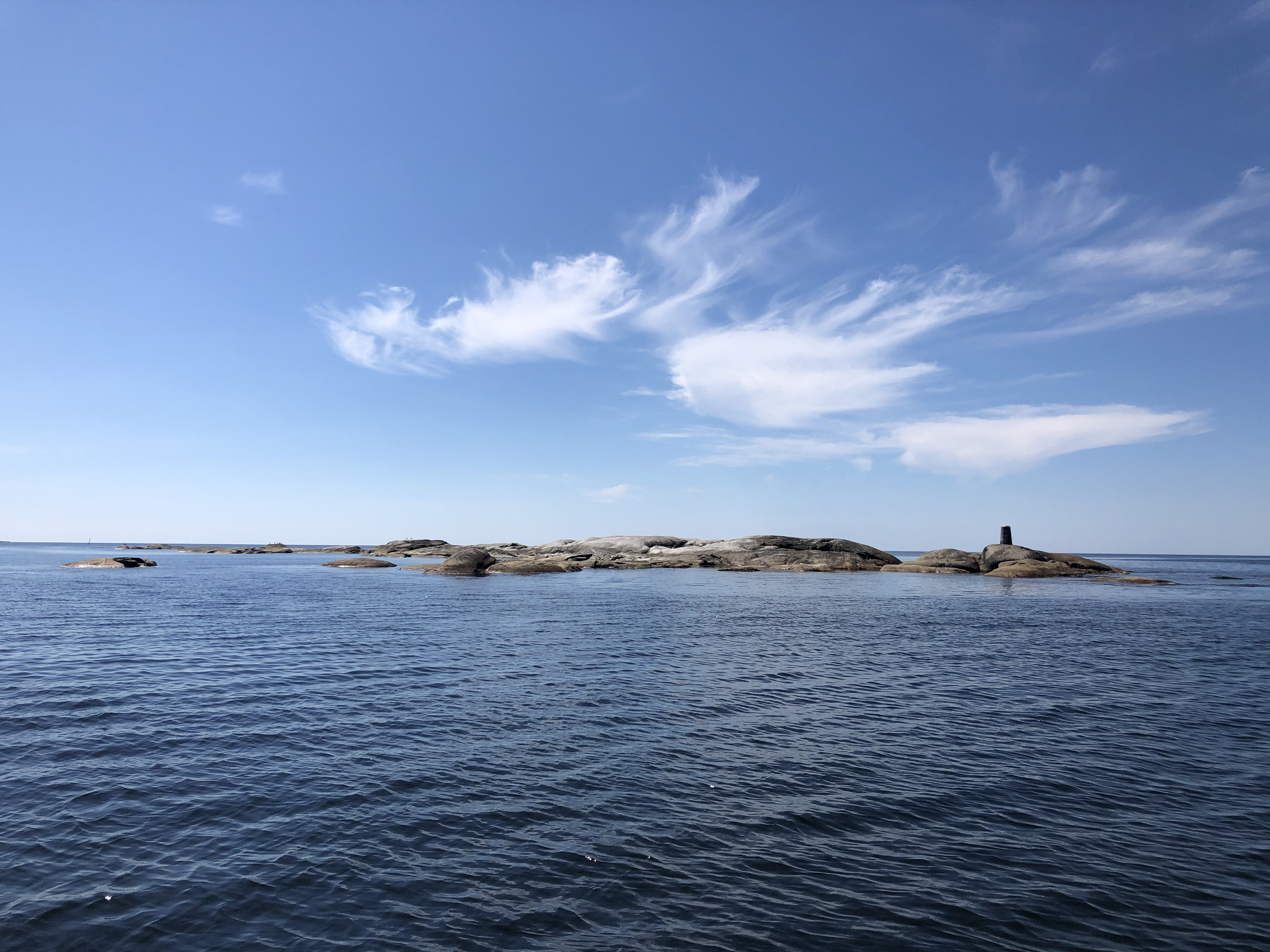
Vy över Stora Drammen från nordost

Lägekarta

Stora Drammen är ett skär i Strömstads kommun i nordvästra Bohuslän. Skäret är den västligaste punkten i Sverige och en av Sveriges ytterpunkter.

## Geografi
Det obebodda skäret Stora Drammen ligger cirka 10 km väster om Strömstad och cirka 2 km nordväst om ön Nordkoster bland Kosteröarna inom Kosterhavets nationalpark i Skagerrak.
Förvaltningsmässigt är Stora Drammen en del av Tjärnö distrikt i Strömstads kommun i Västra Götalands län. Gränsen mot Norge (Østfold fylke) löper i vattnet endast några 100-tals meter norr om skäret.
Sveriges västligaste punkt på fastlandet Ledsund ligger cirka 15 km nordöst om Stora Drammen.

## Historia
Havsområdet Grisbådarna strax sydväst om Stora Drammen utgjorde länge en tvist mellan Sverige och Norge tills Permanenta skiljedomstolen i Haag fastställde gränsen den 23 oktober 1909 och Grisbådarna tillföll Sverige.
Det finns en gränskummel på skäret.